# Manuel Mijares
Manuel Mijares, (pron.: [manˈwel miˈxaɾes]), noto anche semplicemente come Mijares, all'anagrafe José Manuel Mijares Morán (Città del Messico, 7 febbraio 1958), è un cantante messicano, dedito principalmente al genere pop latino ed in attività dall'inizio degli anni ottanta.
Dotato di voce tenorile, ha pubblicato sinora una trentina di album, il primo dei quali è l'album eponimo del 1986.

Tra le sue canzoni di maggiore successo figura No se murió el amor del 1986.
È anche apparso come attore in una telenovela.
È stato sposato con la cantante, attrice e conduttrice televisiva Lucero.

## Biografia
José Manuel Mijares Morán è nato nato all'Hospital Español di Città del Messico il 7 febbraio 1958, figlio del dottor José María Mijares e dell'insegnante di danza María del Pilar Morán. I suoi nonni erano immigrati asturiani arrivati nel porto di Veracruz. Ha 3 fratelli José Luis, Jorge e Pilar. Sua madre ha influenzato la sua direzione artistica, come lui stesso riconosce.
Dopo le prime esperienze musicali avute nel coro della propria scuola, dove le sue doti canore non sfuggono ai suoi insegnanti, forma alcuni gruppi musicali con gli amici.
Inizia quindi la carriera professionistica nel 1981 con la partecipazione ad un festival locale, il Valores Juveniles.
In seguito, si trasferisce in Giappone, dove si esibisce in un night-club.
Il punto di svolta della sua carriera è però rappresentato, nella metà degli anni ottanta, dalla collaborazione con la pop-star Emmanuel, a cui fa seguito dapprima la formazione del gruppo Los Continentales, scioltosi però ben presto, e, in seguito, la pubblicazione, nel 1986, dell'album di debutto da solista, uscito su etichetta EMI.
Nel 1987 fa il proprio debutto come attore nella telenovela Escápate conmigo: sul set, conosce la cantante, attrice e conduttrice televisiva Lucero, definita "la fidanzata del Messico", che nel gennaio del 1997 diventa sua moglie e dalla quale avrà due figli, José Manuel (nato nel 2001) e Lucerito (nata nel 2005).
Nel 1990 è tra i protagonisti del 60º Festival di Sanremo (che, in quell'occasione, si svolge per la prima e unica volta al "Palafiori" di Arma di Taggia), dove interpreta Nevada, la versione in lingua spagnola di uno dei brani in gara, La nevicata del '56 di Mia Martini.
Nel marzo del 2011 annuncia il divorzio dalla moglie Lucero.

## Discografia

### Album
- "Manuel Mijares" alias "Soñador" (1986)
- "Amor y Rock and Roll" (1987)
- "Uno entre mil" (1988)
- "Un hombre discreto" (1989)
- "Nuda libertà" (1990)
- "Que nada nos separe" (1991)
- "María Bonita" (1992)
- Mis mejores canciones:17 super éxitos (1992)
- "Encadenado" (1993)
- "Vive en mí" (1994)
- "Corazón salvaje" (1994)
- "El encuentro" (1995)
- "Querido Amigo" (1996)
- "Estar sin ti" (1997)
- "El privilegio de amar" (1998)
- "Historias de un amor" (2000)
- "En vivo" (2001)
- "Dulce veneno" (2002)
- Antología (2002)
- "Sólo lo mejor 20 éxitos" (2002)
- Antología (2002)
- "Latin Classics Mijares" (2003)
- "Yuri y Mijares:Juntos por primera vez" (2003)
- "Capuccino" (2004)
- "Éxitos eternos" (2004)
- "Honor a quien honor merece" (2005)
- "Las número 1 de Mijares" (2005)
- "Swing en tu idioma" (2007)
- "Hablemos del amor" (2008)
- "Vivir así" (2009)
- "Vivir así volumen II" (2010)
- "Mijares 25 Zona Preferente" (2011)
- "No se me acaba el alma" (2014)

## Filmografia
- Escápate conmigo (1987)
- La strada per El Dorado (The Road to El Dorado) (2000) - interpretazione in spagnolo di tre delle canzoni di Elton John